# Малобадраково
Малобадра́ково (рос. Малобадраково, башк. Бәләкәй Баҙраҡ) — присілок у складі Бураєвського району Башкортостану, Росія. Входить до складу Бадраковської сільської ради.
Населення — 225 осіб (2010; 269 у 2002).
Національний склад:
- башкири — 73 %
- татари — 26 %